# Marvin „Boogaloo“ Smith
Marvin „Boogaloo“ Smith (auch Bugalu Smith, * 1948 in Englewood (New Jersey)) ist ein US-amerikanischer Jazzmusiker (Schlagzeug).

## Leben und Wirken
Smith stammt aus einer musikalischen Familie in New Jersey; sein älterer Bruder war der Schlagzeuger Earl „Buster“ Smith (1932–2003). Mit 16 Jahren hatte er erstmals Gelegenheit zu Aufnahmen im lokalen Town Sound Studio; er spielte dort in den folgenden Jahren als Sessionmusiker mit James Brown, Sam & Dave und Lola Falana; daneben in der Funkband The Knights of Soul.
1969 holte ihn Tyree Glenn in die Begleitband des Sängers Rocky Roberts, der zu dieser Zeit in Italien Popularität genoss. Ab Mitte der 1970er-Jahre  spielte er in Italien mit dem Quintetto Dino Piana/Marcello Rosa (dem auch Enrico Pieranunzi angehörte) und mit der Pianistin Patrizia Scascitelli (mit der er 1977–85 verheiratet war). 1980 zog er nach New York City; in den 1980er-Jahren war er Mitglied des Sun Ra Arkestra, zu hören auf Alben wie Paris 1983,  Live at Red Creek, Rochester, NY und A Night in East Berlin (Leo, 1987).  Ferner spielte er mit Archie Shepp (Soul Song, 1982 und Down Home New York, 1984), mit Ben Koen & The Unity Ensemble (1997), David Haney (Stix and Stones) und Kali Fasteau (Oneness, 2003), in späteren Jahren auch im Trio mit William Parker und Charles Gayle, mit David Haney und 2018 im Dave Sewelson Trio (mit William Parker). Im Bereich des Jazz war er zwischen 1975 und 2021 an 13 Aufnahmesessions beteiligt, zuletzt mit Teodross Avery (Harlem Stories: The Music of Thelonious Monk).
Marvin „Boogaloo“ Smith ist nicht mit dem Jazz-Schlagzeuger Marvin „Smitty“ Smith zu verwechseln.